# Kutuz
Sajf ad-Din Kutuz (arabsko سيف الدين قطز) s polnim imenom al-Malik al-Muzafar Sajf ad-Din Kutuz (الملك المظفر سيف الدين قطز, dobesedno 'Zmagoslavni kralj, meč vere Kutuz'), je bil od leta 1259 do atentata leta 1260 mameluški sultan Egipta, * ni znano, † 24. oktober 1260. 
Kot sultan je vladal manj kot eno leto, dejanski vladar Egipta pa je bil kar dve desetletji. 
V Egipt je bil prodan kot suženj in se povzpel do položaja podsultana. Pomembno je sodeloval pri porazu križarjev v sedmi križarski vojni v letih 1249–1250, ki jo je vodil francoski kralj Ludvik IX. Ko so leta 1259 Egiptu grozili Mongoli, je prevzel nadzor nad vojsko in odstavil vladajočega sultana, 15-letnega al-Mansurja Alija. Mongoli so osvojili središča islamske moči v Siriji in Iraku in središče islamskega cesarstva se je preselilo v Egipt, ki je postal naslednja tarča Mongolov. Egiptovsko mameluško vojsko v vojni z Mongoli je vodil Kutuz.
Nasprotnika sta se spopadla v bitki pri Ajn Džalutu v jugovzhodni Galileji 3. septembra 1260. V bitki, ki velja za zgodovinsko prelomnico, so Kutuzove sile odločilno premagale Mongole. Kutuza je po  zmagoslavni vrnitvi v Kairo umoril Bajbars. Čeprav je bila Kutuzova vladavina kratka, je bil eden od najbolj priljubljenih mameluških sultanov in ima visok položaj v islamski zgodovini. Njegovo ime Kutuz pomeni 'besni pes' (osmansko turško قدوز, Kuduz). To ime je dobil, ker se je kot huda zver boril proti drugim suženjskim otrokom.

## Ozadje
Kutuz je bil horezmijski princ, ki so ga Mongoli ujeli med osvajanjem Horezmijskega cesarstva okoli leta 1231. Odpeljali so ga v Damask in ga tam prodali egiptovskemu trgovcu s sužnji. Ta ga je nato prodal Ajbaku, mameluškemu sultanu v Kairu. Po nekaterih virih je Kutuz trdil, da je potomec Ala ad-Dina Mohameda II., vladarja Horezmijskega cesarstva.
Postal je najvidnejši mameluk sultana Ajbaka in leta 1253 njegov podsultan. Po Ajbakovem umoru leta 1253 je postal podsultan njegovega sina al-Mansurja Alija. Kutuz je vodil mameluke, ki so aretirali Ajbakovo vdovo Šadžar al-Dur in postavili al-Mansurja Alija za novega sultana Egipta. Novembra 1257 in aprila 1258 je preprečil napade al-Malika al-Mugita iz al-Karaka, ki so jih podpirali mameluki Bahridi. Napadi so povzročili spor med bahridskimi mameluki v al-Karaku, ker so nekateri želeli podpreti svoje privržence v Egiptu.
Februarja 1258 je mongolska vojska izropala Bagdad, pobila njegove prebivalce in ubila abasidskega kalifa al-Mustasima. Nato so začeli prodirati proti Siriji, ki ji je takrat vladal ajubidski vladar an-Nasir Jusuf, ki je prejel grozilno pismo ilkana Huleguja. Podsultan Kutuz in egiptovski emirji so bili zaskrbljeni zaradi an-Nasirjeve prošnje za takojšnjo pomoč. Zbrali so se na dvoru 15-letnega sultana al-Mansurja Alija, kjer je Kutuz zbranim povedal, da bi moral imeti Egipt zaradi resnosti razmer močnega in sposobnega sultana, da bi se lahko boril proti Mongolom. 12. novembra 1259 je Kutuz odstavil al-Mansurja Alija in emirjem obljubil, da ga lahko po porazu Mongolov zamenjajo s kom drugim.
Kutuz je za atabega egiptovske vojske obdržal emirja Farisa ad-Dina Aktaja al-Mostareba in se začel pripravljati na vojno.

## Mongolska grožnja
Hulegu in njegova vojska se je pomikali proti Damasku. Nekateri sirski emirji so an-Nasirju Jusufu predlagali, da se preda in podredi Huleguju, saj je bila to najboljša rešitev njih njih same in za Sirijo. Bajbars je bil zaradi njihovega predloga razburjen in mameluki so se tisto noč odločili, da an-Nasirja Jusufa ubijejo. An-Nasir in njegov brat sta za načrt izvedela in pobegnila v citadelo v Damasku. Bajbars in mameluki so se nato odpravili iz Sirije v Egipt, kjer jih je toplo sprejel sultan Kutuz.  Bajbarsu podelil mesto Kaljub v Nilovi delti.
Ko je an-Nasir Jusuf izvedel, da se mongolska vojska približuje Alepu, je svojo ženo, sina in denar poslal v Egipt. Prebivalstvo Damaska in drugih sirskih mest je začelo bežati. Po sedmih dneh obleganja Alepa so Mongoli mesto zavzeli, izropali in pobili prebivalce. Ko je an-Nasir Jusuf izvedel za padec Alepa, je pobegnil v Egipt, in Damask in preostalo prebivalstvo pustil brez obrambe. Kutuz an-Nasirju no dovolil vstopa v Egipt. Ostal je na meji, njegovi emirji pa so ga zapustili in prestopili mejo. Sultan Kutuz je ukazal zaseči an-Nasirjev nakit  in denar, ki ga je s seboj prinesla njegova žena. Šestnajst dni po padcu Alepa se je Damask predal brez boja. Mameluki so an-Nasirja Jusufa ujeli in poslali Huleguju.
Po zasedbi središča islamske moči v Siriji in Bagdadu, se je središče islamske moči preselilo v Egipt in postalo Hulegujeva naslednja tarča. Hulegu je v Kairo poslal sle  z grozilnim pismom, v katerem je Kutuza pozval k predaji in podreditvi Mongolom. Kutuzov odgovor je bil, da je sle usmrtil. Prerezali so jih na pol in njihove glave razstavili na vrata Bab Zuvejla v Kairu. Kutuz nato ni čakal na napad Mongolov, ampak se je odločil z njimi spopasti izven Egipta. Maročani, ki so živeli v Egiptu, so pobegnili proti zahodu, Jemenci pa so pobegnili v Jemen in Hedžas.
Kutuz je odšel v al-Salihijo in se tam posvetoval s svojimi poveljniki, kdaj kreniti proti Mongolom. Emirji so bili preplašeni, zato jih je osramotil z izjavo:  
"Emirji muslimanov, že nekaj časa se hranite iz državne blagajne in se bojite, da vas napadejo. Šel bom sam in kdor se mi želi pridružiti, naj to stori. Kdor se mi ne želi pridružiti, naj se vrne domov, kdor pa se ne bo pridružil, bo nosil greh, ker ni branil naših žensk."
Kutuz je Bajbarsu ukazal, naj povede vojsko v Gazo. Tamkajšnjo majhno mongolsko garnizijo je Bajbars zlahka premagal. Po dnevu postanka se je odpravil proti Akri, ki je bila še vedno ostanek križarskega  Jeruzalemskega kraljestva. Križarji so bili tradicionalni sovražniki mamelukov in so z Mongoli sklenili pakt proti njim, vendar so prav tisto leto spoznali, da so Mongoli večja  grožnja od mamelukov. Kutuz je zato predlagal vojaško zavezništvo s križarji, vendar so se križarji odločili ostati nevtralni. Kutuzu in njegovim silam so kljub temu dovolili, da so nemoteno potovali skozi križarsko ozemlje ter se utaborili in oskrbovali v bližini križarske trdnjave Akre. Kutuz in njegova vojska sta tam ostala tri dni, dokler niso izvedeli, da so Mongoli prečkali reko Jordan. Kutuz in Bajbars sta se nato z vojsko odpravila proti Ajn Džalutu.

## Bitka pri Ajn Džalutu
Bitka pri Ajn Džalutu se je dogajala 3. septembra 1260 in je bila ena najpomembnejših in prelomih bitk v zgodovini. Mongolski vojski je poveljeval Kitbuga, nestorijanski krščanski najmanski Mongol, spremljala pa sta ga krščanski kralj Kilikijske Armenije in krščanski knez Antiohije. Po padcu Horezma, Bagdada in Sirije je bil Egipt zadnja utrdba islama na Bližnjem vzhodu. Prihodnost islama in tudi krščanskega Zahoda je bila odvisna od izida te bitke.
Bajbars, ki je vodil predhodnico, je uspel s svojim manevrom zvabiti mongolsko vojsko v Ajn Džalut, kjer je čakala egiptovska vojska pod Kutuzovim poveljstvom. Egipčani sprva niso uspeli ustaviti mongolskega napada in so se razkropili. Levi bok njihove vojske je utrpel hude izgube, potem pa ga je okrepila Kutuzova enota in prisilila Mongole na beg. Kutuzove sile so jim sprva sledile, potem pa so se vrnile na bojišče ter izvedle uspešen protinapad. Mongoli in njihovi krščanski zavezniki so bili nato poraženi. Pobegnili so v Sirijo, kjer so postali plen lokalnega prebivalstva. Kitbuga je bil ubit, njegovo glavo pa so poslali v Kairo.
Poraz Mongolov je bil prvi, odkar so napadli islamski svet. Po njem so se umaknili iz Damaska in nato iz celotnega severnega Levanta. Kutuz je s svojo vojsko vstopil v Damask in poslal Bajbarsa v Homs likvidirat preostale Mongole. Za sultanovega namestnika v Damasku je imenoval Alama ad-Din Sondžarja in za emirja Mosula al-Malika al-Saida Ala ad-Dina. Kmalu naj bi imenoval tudi novega abasidskega kalifa.  Levant od meje z Egiptom do reke Evfrat je bil osvobojen mongolske oblasti. Po zmagi pri Ajn Džalutu so mameluki razširili svojo suverenost na Levant, kjer so jih tudi Ajubidi in drugi priznali kot legitimne vladarje.
Ko je Hulegu izvedel za poraz mongolske vojske, je blizu Tabriza usmrtil an-Nasirja Jusufa. Še naprej je grozil Mameluškemu sultanatu, a so ga kmalu močno prizadeli spopadi z Berkejivimi Mongoli iz Zlate horde v zahodni Evrazijski stepi. Hulegu je umrl leta 1265 in se ni nikoli maščeval za poraz pri Ajn Džalutu.
Mameluki so v bitki pri Ajn Džalutu uporabili nekaj ročnih topov (arabsko midfa), da bi prestrašili mongolske konje in konjenico ter povzročili nered v njihovih vrstah. Pod Kutuzom so nato ponovno zavzeli ves Irak in Sirijo. Zadnje veliko mesto, ki ga je Kutuz osvojil pred atentatom, je bil Bagdad.

## Atentat
Na poti v Kairo je bil Kutuz med lovom v Salihiji umorjen. Po mnenju sodobnih in srednjeveških muslimanskih zgodovinarjev, tudi al-Makrizija, je bil v atentat vpleten Bajbars. Zahodni zgodovinarji glavno vlogo in neposredno odgovornost za umor pripisujejo Bajbarsu. Muslimanski kronisti iz mameluškega obdobja navajajo, da je bil Bajbarsov motiv bodisi maščevanje za umor njegovega prijatelja Farisa ad-Dina Aktaja med vladavino sultana Ajbaka, bodisi Kutuzova odločitev, da Alep podeli emirju Mosula al-Maliku al-Saidu Ala ad-Dinu, in ne njemu, kot mu je pred bitko pri Ajn Džalutu obljubil.
Kutuz je bil najprej pokopan v al-Kusairju in nato ponovno na pokopališču v Kairu. Bajbars se je vrnil v Kairo, kjer so praznovali zmago nad Mongoli, in nato postal novi sultan. Med ljudmi je takoj postal priljubljen, ker  je preklical vojne davke, ki jih je uvedel Kutuz.

## Denar
Kovanci iz časa Kutuzove vladavine so edinstveni v zgodovini mameluških kovancev, ker so na njih vgravirana samo njegova imena in nazivi: al-Malik al-Muzafar Saif al-Donja va al-Din - Zmagoslavni kralj, meč časnega sveta in vere in al-Muzafar Saif al-Din - Zmagoslavni meč vere.